# Hans-Joachim Strickrodt
Hans-Joachim Strickrodt (geboren 14. Januar 1927 in Hannover; gestorben 28. Mai 2019 in Ellmau) war ein deutscher Reiseveranstalter, Hotelier, Begründer einer Bergbahn, Philanthrop und Ehrenbürger von Elmau.

## Leben
Während des Zweiten Weltkrieges war Strickrodt im Sommer 1944 in den österreichischen Zentralalpen unterwegs und als Führer einer Seilschaft in den Hohen Tauern tätig. Auf einer Durchreise erblickte er von Ellmau aus erstmals den Wilden Kaiser, „dessen verkehrsgünstige Lage und sein Potenzial für den Tourismus.“
In der Nachkriegszeit gründete Strickrodt mit Beteiligung des Axel Springer Verlages das Touristik-Unternehmen Hummel-Reisen, das sich rasch zum drittgrößten deutschen Reisebüro entwickelte und eines der Vorläufer-Unternehmen der TUI AG bildete.
1953 brachte Strickrodt unter dem Motto „Reisen für Jedermann“ mit selbst organisierten Sonderzügen und Bussen erstmals rund 5.000 Gäste aus Deutschland in das bis dahin eher beschauliche Ellmau. Mit Slogans wie „Gönn dir eine Hummelreise“ und „Ellmau, ein Urlaubstraum“ steigerte er innerhalb von 5 Jahren die Summe der Übernachtungen in Ellmau auf rund 125.000 allein in der Sommersaison. Seine Investitionen in den Bau der Bergbahn Ellmau, die Anlage des Golfplatzes Wilder Kaiser und des Hotels Der Bär legten den Grundstein der touristischen Erschließung des Ortes, der Ende der 2010er Jahre dann rund 800.000 Übernachtungen zählte, davon etwa 70 % aus Deutschland angereister Gäste.
Unterdessen beauftragte Strickrodt Anfang der 1960er Jahre in seinem Geburtsort Hannover den Architekten Rolf Wékel in Absprache mit dem Architekten Dieter Oesterlen zum Bau des dann als Reisebüro genutzten Leine-Hauses.
Der Ehrenbürger erkor Ellmau schließlich zu seiner Wahlheimat, wo er im Alter von 92 Jahren am 3. Juni 2019 beigesetzt wurde.